# المجلس الثقافي للبنان الجنوبي
المجلس الثقافي للبنان الجنوبي (بالانكليزية: Cultural Council for South Lebanon) هو هيئة مستقلة من هيئات المجتمع المدني في لبنان، وهو معني بشؤون الثقافة.

## التأسيس
تأسس المجلس الثقافي للبنان الجنوبي رسميا في تاريخ 13 تموز (يوليو) عام 1964 بموجب قرار صادر عن المرجع الرسمي المختص، ومركزه الرئيس في بيروت (المزرعة) وله فرع في الجنوب اللبناني (النبطية).
ضمت الهيئة الادارية الأولى المؤقتة كل من: د. عبد الرؤوف فضل الله (الأمين العام)، ود. يوسف الحوراني (نائب الأمين العام)، وأديب مروة، وزيد الزين. ثم حل جوزف مغيزل محل الحوراني في العام 1965، وضم أحمد سويد. ومنذ العام 1975 استلم أمانة المجلس حبيب صادق.
يقوم المجلس بمختلف أشكال النشاط الثقافي وفق برنامج سنوي، وعلى أساس أسبوعي، وذلك في مقرّيه المذكورين، أو في مراكز الهيئات الثقافية الصديقة في أنحاء لبنان وفي عواصم عربية وأجنبية. وشكل المجلس، منذ تأسيسه من قبل نخبة من مثقفي الجنوب اللبناني، المركز الذي التقى في صفوفه وفي مجمل نشاطاته العديد من المثقفين اللبنانيين والعرب، وفي مقدمتهم المثقفون الفلسطينيون، ممن كانوا قد جاءوا إلى لبنان وسوريا، بعد نكبة فلسطين. وكانت معظم القضايا العربية في مركز اهتمام المجلس في الندوات والمحاضرات وفي الدراسات وفي الكتب العديدة التي أصدرها المجلس.

## أهداف المجلس
من أهداف المجلس الثقافي للبنان الجنوبي:
تعزيز الحركة الثقافية في لبنان بعامة وفي جنوبه بخاصة، ودعم النتاج الثقافي في مختلف الحقول، وجمع شمل المثقفين وتنسيق الجهود بين هيئاتهم الثقافية، وتشجيع الشباب المثقف ومساعدتهم على نشر نتاجهم القيم، والمحافظة على تراث لبنان الثقافي وصون آثاره التاريخية، واقامة علاقات صداقة بين المثقفين اللبنانيين والمثقفين العرب والأجانب، واقامة علاقات تعاون وتنسيق بين الهيئات الثقافية اللبنانية والعربية والأجنبية، والإسهام في الدفاع عن حرية الوطن وسيادته وعن حقوق الإنسان وسلامة البيئة.

ويوضح أمين عام المجلس حبيب صادق في حوار معه:
ليس صحيحا أن المجلس اتخذ الهوية الجنوبية فقط لا غير، إن المجلس يحمل في عنوانه اسم الجنوب وهو فخور بذلك، إنما هويته الحقيقية هي الهوية الوطنية اللبنانية والهوية القومية العربية. لذلك فإن كامل نشاطات المجلس الثقافية والاجتماعية تعبر عن الهوية الحقيقية. 

## هيئته الادارية
يحق الانتساب إلى المجلس لكل مواطن لبناني من الجنوب له أثر ملحوظ في الحياة الثقافية أو يحمل شهادة جامعية. ويزيد عدد المنتسبين للمجلس على 500 عضو يشكلون جمعيته العمومية التي تختار كل سنتين بالانتخاب هيئته الادارية وأمانته العامة.

## الاصدارات
أصدر المجلس عدة منشورات وكتب، بلغت نحو 80 إصدارا، وعقد عدة مؤتمرات، ونظم عشرات الندوات والمعارض، ومن اصداراته:
- صفحات من تاريخ جبل عامل - 1979 [12][13]
- الدليل: الجنوب كتابا، (عدة إصدارات) يضم نبذة عن الكتّاب والمؤلفين والأدباء والشعراء والأكاديمين في جنوب لبنان.[14][15]

- شعراء راحلون من جنوب لبنان [16]
- وجوه ثقافية من جنوب لبنان - 1984 [17]
- الوقائع اليومية لمسيرة المقاومة الوطنية اللبنانية: العمليات، الانتفاضات سجل الشهداء - 1985 [18]
- المجلس الثقافي للبنان الجنوبي: عشرون عاما للجنوب والثقافة الوطنية - 1985[19]
- المقاومة في التعبير الأدبي - 1985 [20]
- المقاومة والثقافة - يتضمن وقائع المؤتمر الثاني
- الاحتلال الإسرائيلي لجنوب لبنان وتحديات المرحلة: محتويات المؤتمر الثقافي الوطني لدعم مناطق الاحتلال الإسرائيلي، عقد في في كلية الحقوق، الجامعة اللبنانية، الصنائع - 1995 [21]
- الأمثال العامية في جبل عامل
- قانا القيامة والبشارة - شهادات ونصوص - 1997 [22]
- أطياف عربية: المعرض التشكيلي الأول لمبدعات من المشرق العربي: لبنان، سورية، فلسطين، العراق، الأردن - 2001 [23]
- المجلس الثقافي للبنان الجنوبي (اليوبيل الذهبي) [24][25]

## وصلات خارجية
- المجلس الثقافي للبنان الجنوبي
- المجلس الثقافي للبنان الجنوبي منبر حرّ وذاكرة حيّة
- رسالة المجلس الثقافي للبنان الجنوبي في يوبيله الذهبي دعوة إلى المشاركة الشبابية في أعمال المجلس